# Edna May Oliver
Edna May Oliver (* 9. November 1883 in Malden, Massachusetts; † 9. November 1942 in Los Angeles, Kalifornien; eigentlich Edna May Nutter) war eine US-amerikanische Film- und Theaterschauspielerin.

## Leben
Edna May Oliver wurde als Tochter von Charles Edward Nutter und seiner Frau Ida May Cox in Massachusetts geboren. Einer von ihren Vorfahren war John Quincy Adams, der sechste Präsident der Vereinigten Staaten. Nach einer klassischen Schauspielausbildung ging sie eine Zeitlang mit einem Frauenorchester auf US-Tournee. 1917 spielte sie mit Oh, Boy! erstmals am Broadway. 1923 gab die Schauspielerin ihr Leinwanddebüt. Olivers Stärke, ihren Rollen – oftmals scharfzüngige „alte Jungfern“ oder Witwen – Charme und Humor zu verleihen, wie auch ihr markantes Gesicht wurden zu ihren Markenzeichen. Mit dem Aufkommen des Tonfilms erlebte sie einen Karriereschub. Seit 1930 unter Vertrag bei RKO, versuchte ihr Studio sie als Konkurrenz zu Marie Dressler aufzubauen. Oliver spielte in einer Serie von Filmen die Privatdetektivin Hildegarde Withers. 
Die Schauspielerin wurde besonders häufig in Historienfilmen und Literaturverfilmungen eingesetzt, beispielsweise in dem oscarprämierten Western Pioniere des wilden Westens von 1931 und in Vier Schwestern aus dem Jahr 1933 an der Seite von Katharine Hepburn. Nach 1933 arbeitete Edna May Oliver ohne festen Studiovertrag und spielte zahlreiche Nebenrollen, unter anderem in den Dickens-Verfilmungen David Copperfield als Tante Betsey sowie in Flucht aus Paris als Miss Pross.  1936 war sie in George Cukors Romeo und Julia als Julias Dienerin zu sehen. Für ihren Auftritt als kriegserfahrene Offizierswitwe neben Claudette Colbert und Henry Fonda in John Fords Trommeln am Mohawk war sie auf der Oscarverleihung 1940 für den Oscar als beste Nebendarstellerin nominiert. Eine ihrer letzten Rollen übernahm Edna May Oliver 1940 als Lady Catherine de Bourgh in Stolz und Vorurteil neben Greer Garson und Laurence Olivier. 
Edna May Oliver verstarb kurze Zeit später an ihrem 59. Geburtstag an einer Darmerkrankung. Die Schauspielerin war zwischen 1928 und 1933 mit dem Broker David Welford Pratt verheiratet. Die Ehe blieb kinderlos und endete mit einer Scheidung.

## Filmografie (Auswahl)
| - 1923: Wife in Name Only - 1924: Icebound - 1924: Manhattan - 1926: Let’s Get Married - 1925: Der Teufelsjunge (The Lucky Devil) - 1926: Die schönste Frau der Staaten (The American Venus) - 1929: The Saturday Night Kid - 1931: Cracked Nuts - 1931: Pioniere des wilden Westens (Cimarron) - 1931: Ladies of the Jury - 1931: Fanny Foley Herself - 1931: Newly Rich - 1933: The Great Jasper - 1932: Meet the Baron - 1932: The Conquerors - 1933: Alice im Wunderland (Alice in Wonderland) - 1933: Ann Vickers - 1933: Eine Frau vergisst nicht (Only Yesterday) | - 1933: Vier Schwestern (Little Women) - 1934: The Last Gentleman - 1934: The Poor Rich - 1935: David Copperfield - 1935: Flucht aus Paris (A Tale of Two Cities) - 1935: No More Ladies - 1936: Romeo und Julia (Romeo and Juliet) - 1937: Feuer über Irland (Parnell) - 1937: Drei Männer im Paradies (Paradise for Three) - 1937: Hoheit tanzt inkognito (Rosalie) - 1937: My Dear Miss Aldrich - 1938: Little Miss Broadway - 1938: Paradise for Three - 1938: The Story of Vernon and Irene Castle - 1939: Nurse Edith Cavell - 1939: Second Fiddle - 1939: Trommeln am Mohawk (Drums Along the Mohawk) - 1940: Stolz und Vorurteil (Pride and Prejudice) - 1941: Ein Frauenherz vergißt nie (Lydia) |

## Auszeichnungen
- 1940: Nominierung für den Oscar in der Kategorie Beste Nebendarstellerin für Trommeln am Mohawk